# Aphonopelma gertschi
Aphonopelma gertschi là một loài nhện trong họ Theraphosidae.
Loài này thuộc chi Aphonopelma. Aphonopelma gertschi được miêu tả năm 1995 bởi Smith.